# Världscupen i alpin skidåkning 2000/2001
Världscupen i alpin skidåkning 2000/2001 startades i Sölden den 28 oktober 2000 och avslutades i Åre 11 mars 2001. Segrare av totala världscupen blev Hermann Maier och Janica Kostelić

## Tävlingskalender

### Herrar

#### Störtlopp
| Datum            | Ort                               | Etta                           | Tvåa                           | Trea                                               |
| ---------------- | --------------------------------- | ------------------------------ | ------------------------------ | -------------------------------------------------- |
| 25 november 2000 | Lake Louise (Kanada)              | Stephan Eberharter (Österrike) | Silvano Beltrametti (Schweiz)  | Lasse Kjus (Norge)                                 |
| 2 december 2000  | Beaver Creek (USA)                | Hermann Maier (Österrike)      | Lasse Kjus (Norge)             | Stephan Eberharter (Österrike)                     |
| 9 december 2000  | Val d’Isère (Frankrike)           | Hermann Maier (Österrike)      | Stephan Eberharter (Österrike) | Fritz Strobl (Österrike)                           |
| 16 december 2000 | Val d’Isère (Frankrike)           | Alessandro Fattori (Italien)   | Kristian Ghedina (Italien)     | Roland Fischnaller (Italien)                       |
| 20 januari 2001  | Kitzbühel (Österrike)             | Hermann Maier (Österrike)      | Hannes Trinkl (Österrike)      | Stephan Eberharter (Österrike) Daron Rahlves (USA) |
| 27 januari 2001  | Garmisch-Partenkirchen (Tyskland) | Fritz Strobl (Österrike)       | Peter Rzehak (Österrike)       | Franco Cavegn (Schweiz)                            |
| 2 mars 2001      | Kvitfjell (Norge)                 | Hermann Maier (Österrike)      | Florian Eckert (Tyskland)      | Lasse Kjus (Norge)                                 |
| 3 mars 2001      | Kvitfjell (Norge)                 | Stephan Eberharter (Österrike) | Florian Eckert (Tyskland)      | Fritz Strobl (Österrike)                           |
| 8 mars 2001      | Åre (Sverige)                     | Hermann Maier (Österrike)      | Stephan Eberharter (Österrike) | Kenneth Sivertsen (Norge)                          |

#### Super-G
| Datum            | Ort                               | Etta                         | Tvåa                         | Trea                           |
| ---------------- | --------------------------------- | ---------------------------- | ---------------------------- | ------------------------------ |
| 26 november 2000 | Lake Louise (Kanada)              | Hermann Maier (Österrike)    | Lasse Kjus (Norge)           | Andreas Schifferer (Österrike) |
| 3 december 2000  | Beaver Creek (USA)                | Fredrik Nyberg (Sverige)     | Christoph Gruber (Österrike) | Kenneth Sivertsen (Norge)      |
| 19 januari 2001  | Kitzbühel (Österrike)             | Hermann Maier (Österrike)    | Josef Strobl (Österrike)     | Werner Franz (Österrike)       |
| 28 januari 2001  | Garmisch-Partenkirchen (Tyskland) | Christoph Gruber (Österrike) | Hermann Maier (Österrike)    | Didier Cuche (Schweiz)         |
| 4 mars 2001      | Kvitfjell (Norge)                 | Hermann Maier (Österrike)    | Hannes Trinkl (Österrike)    | Stephan Eberharter (Österrike) |

#### Storslalom
| Datum            | Ort                     | Etta                           | Tvåa                           | Trea                           |
| ---------------- | ----------------------- | ------------------------------ | ------------------------------ | ------------------------------ |
| 29 oktober 2000  | Sölden (Österrike)      | Hermann Maier (Österrike)      | Stephan Eberharter (Österrike) | Fredrik Nyberg (Sverige)       |
| 17 november 2000 | Park City (USA)         | Michael von Grünigen (Schweiz) | Lasse Kjus (Norge)             | Hermann Maier (Österrike)      |
| 10 december 2000 | Val d’Isère (Frankrike) | Hermann Maier (Österrike)      | Heinz Schilchegger (Österrike) | Andreas Schifferer (Österrike) |
| 17 december 2000 | Val d’Isère (Frankrike) | Michael von Grünigen (Schweiz) | Heinz Schilchegger (Österrike) | Bode Miller (USA)              |
| 21 december 2000 | Bormio (Italien)        | Christoph Gruber (Österrike)   | Erik Schlopy (USA)             | Fredrik Nyberg (Sverige)       |
| 6 januari 2001   | Les Arcs (Frankrike)    | Michael von Grünigen (Schweiz) | Benjamin Raich (Österrike)     | Marco Büchel (Liechtenstein)   |
| 9 januari 2001   | Adelboden (Schweiz)     | Hermann Maier (Österrike)      | Michael von Grünigen (Schweiz) | Fredrik Nyberg (Sverige)       |
| 15 februari 2001 | Shiga Kōgen (Japan)     | Hermann Maier (Österrike)      | Marco Büchel (Liechtenstein)   | Benjamin Raich (Österrike)     |
| 10 mars 2001     | Åre (Sverige)           | Hermann Maier (Österrike)      | Erik Schlopy (USA)             | Benjamin Raich (Österrike)     |

#### Slalom
| Datum            | Ort                            | Etta                           | Tvåa                           | Trea                           |
| ---------------- | ------------------------------ | ------------------------------ | ------------------------------ | ------------------------------ |
| 19 november 2000 | Park City (USA)                | Heinz Schilchegger (Österrike) | Mario Matt (Österrike)         | Kjetil André Aamodt (Norge)    |
| 11 december 2000 | Sestriere (Italien)            | Hans Petter Buraas (Norge)     | Kilian Albrecht (Österrike)    | Pierrick Bourgeat (Frankrike)  |
| 19 december 2000 | Madonna di Campiglio (Italien) | Mario Matt (Österrike)         | Heinz Schilchegger (Österrike) | Rainer Schönfelder (Österrike) |
| 14 januari 2001  | Wengen (Schweiz)               | Benjamin Raich (Österrike)     | Rainer Schönfelder (Österrike) | Mario Matt (Österrike)         |
| 21 januari 2001  | Kitzbühel (Österrike)          | Benjamin Raich (Österrike)     | Jure Košir (Slovenien)         | Hans Petter Buraas (Norge)     |
| 23 januari 2001  | Schladming (Österrike)         | Benjamin Raich (Österrike)     | Hans Petter Buraas (Norge)     | Mitja Kunc (Slovenien)         |
| 17 februari 2001 | Shiga Kōgen (Japan)            | Pierrick Bourgeat (Frankrike)  | Heinz Schilchegger (Österrike) | Benjamin Raich (Österrike)     |
| 18 februari 2001 | Shiga Kōgen (Japan)            | Pierrick Bourgeat (Frankrike)  | Heinz Schilchegger (Österrike) | Jure Košir (Slovenien)         |
| 11 mars 2001     | Åre (Sverige)                  | Benjamin Raich (Österrike)     | Mario Matt (Österrike)         | Sébastien Amiez (Frankrike)    |

#### Alpin kombination
| Datum              | Ort                   | Etta               | Tvåa                           | Trea                        |
| ------------------ | --------------------- | ------------------ | ------------------------------ | --------------------------- |
| 20-21 januari 2001 | Kitzbühel (Österrike) | Lasse Kjus (Norge) | Michael Walchhofer (Österrike) | Kjetil André Aamodt (Norge) |

### Damer

#### Störtlopp
| Datum            | Ort                         | Etta                           | Tvåa                         | Trea                         |
| ---------------- | --------------------------- | ------------------------------ | ---------------------------- | ---------------------------- |
| 1 december 2000  | Lake Louise (Kanada)        | Petra Haltmayr (Tyskland)      | Isolde Kostner (Italien)     | Renate Götschl (Österrike)   |
| 2 december 2000  | Lake Louise (Kanada)        | Isolde Kostner (Italien)       | Carole Montillet (Frankrike) | Corinne Rey-Bellet (Schweiz) |
| 16 december 2000 | Sankt Moritz (Schweiz)      | Brigitte Obermoser (Österrike) | Renate Götschl (Österrike)   | Emily Brydon (Kanada)        |
| 17 december 2000 | Sankt Moritz (Schweiz)      | Renate Götschl (Österrike)     | Isolde Kostner (Italien)     | Régine Cavagnoud (Frankrike) |
| 12 januari 2001  | Haus im Ennstal (Österrike) | Renate Götschl (Österrike)     | Isolde Kostner (Italien)     | Mélanie Turgeon (Kanada)     |
| 19 januari 2001  | Cortina d’Ampezzo (Italien) | Isolde Kostner (Italien)       | Renate Götschl (Österrike)   | Régine Cavagnoud (Frankrike) |
| 24 februari 2001 | Lenzerheide (Schweiz)       | Kirsten Lee Clark (USA)        | Régine Cavagnoud (Frankrike) | Petra Haltmayr (Tyskland)    |
| 8 mars 2001      | Åre (Sverige)               | Hilde Gerg (Tyskland)          | Isolde Kostner (Italien)     | Sylviane Berthod (Schweiz)   |

#### Super-G
| Datum            | Ort                               | Etta                             | Tvåa                             | Trea                           |
| ---------------- | --------------------------------- | -------------------------------- | -------------------------------- | ------------------------------ |
| 25 november 2000 | Aspen (USA)                       | Michaela Dorfmeister (Österrike) | Régine Cavagnoud (Frankrike)     | Corinne Rey-Bellet (Schweiz)   |
| 3 december 2000  | Lake Louise (Kanada)              | Renate Götschl (Österrike)       | Régine Cavagnoud (Frankrike)     | Martina Ertl (Tyskland)        |
| 9 december 2000  | Val d’Isère (Frankrike)           | Régine Cavagnoud (Frankrike)     | Michaela Dorfmeister (Österrike) | Carole Montillet (Frankrike)   |
| 13 januari 2001  | Haus im Ennstal (Österrike)       | Régine Cavagnoud (Frankrike)     | Mélanie Turgeon (Kanada)         | Renate Götschl (Österrike)     |
| 17 januari 2001  | Cortina d’Ampezzo (Italien)       | Régine Cavagnoud (Frankrike)     | Mélanie Turgeon (Kanada)         | Renate Götschl (Österrike)     |
| 17 februari 2001 | Garmisch-Partenkirchen (Tyskland) | Carole Montillet (Frankrike)     | Renate Götschl (Österrike)       | Brigitte Obermoser (Österrike) |
| 24 februari 2001 | Lenzerheide (Schweiz)             | Isolde Kostner (Italien)         | Renate Götschl (Österrike)       | Carole Montillet (Frankrike)   |
| 15 mars 2001     | Åre (Sverige)                     | Corinne Rey-Bellet (Schweiz)     | Mélanie Turgeon (Kanada)         | Régine Cavagnoud (Frankrike)   |

#### Storslalom
| Datum            | Ort                         | Etta                             | Tvåa                           | Trea                             |
| ---------------- | --------------------------- | -------------------------------- | ------------------------------ | -------------------------------- |
| 28 oktober 2000  | Sölden (Österrike)          | Martina Ertl (Tyskland)          | Andrine Flemmen (Norge)        | Anja Pärson (Sverige)            |
| 16 november 2000 | Park City (USA)             | Sonja Nef (Schweiz)              | Brigitte Obermoser (Österrike) | Anja Pärson (Sverige)            |
| 9 december 2000  | Sestriere (Italien)         | Michaela Dorfmeister (Österrike) | Anja Pärson (Sverige)          | Sonja Nef (Schweiz)              |
| 19 december 2000 | Sestriere (Italien)         | Sonja Nef (Schweiz)              | Anja Pärson (Sverige)          | Renate Götschl (Österrike)       |
| 28 december 2000 | Semmering (Österrike)       | Sonja Nef (Schweiz)              | Corinne Rey-Bellet (Schweiz)   | Sarah Schleper (USA)             |
| 6 januari 2001   | Maribor (Slovenien)         | Sonja Nef (Schweiz)              | Karen Putzer (Italien)         | Renate Götschl (Österrike)       |
| 21 januari 2001  | Cortina d’Ampezzo (Italien) | Sonja Nef (Schweiz)              | Allison Forsyth (Kanada)       | Michaela Dorfmeister (Österrike) |
| 11 mars 2001     | Åre (Sverige)               | Sonja Nef (Schweiz)              | Anja Pärson (Sverige)          | Ylva Nowén (Sverige)             |

#### Slalom
| Datum            | Ort                               | Etta                       | Tvåa                                                   | Trea                        |
| ---------------- | --------------------------------- | -------------------------- | ------------------------------------------------------ | --------------------------- |
| 18 november 2000 | Park City (USA)                   | Janica Kostelić (Kroatien) | Martina Ertl (Tyskland)                                | Christel Pascal (Frankrike) |
| 26 november 2000 | Aspen (USA)                       | Janica Kostelić (Kroatien) | Martina Ertl (Tyskland)                                | Kristina Koznick (USA)      |
| 10 december 2000 | Sestriere (Italien)               | Janica Kostelić (Kroatien) | Sarah Schleper (USA)                                   | Trine Bakke (Norge)         |
| 20 december 2000 | Sestriere (Italien)               | Janica Kostelić (Kroatien) | Trine Bakke (Norge)                                    | Kristina Koznick (USA)      |
| 29 december 2000 | Semmering (Österrike)             | Janica Kostelić (Kroatien) | Sonja Nef (Schweiz)                                    | Trine Bakke (Norge)         |
| 14 januari 2001  | Flachau (Österrike)               | Janica Kostelić (Kroatien) | Karin Köllerer (Österrike) Laure Pequegnot (Frankrike) |                             |
| 26 januari 2001  | Ofterschwang (Tyskland)           | Janica Kostelić (Kroatien) | Kristina Koznick (USA)                                 | Sonja Nef (Schweiz)         |
| 18 februari 2001 | Garmisch-Partenkirchen (Tyskland) | Janica Kostelić (Kroatien) | Christel Pascal (Frankrike)                            | Karin Köllerer (Österrike)  |
| 10 mars 2001     | Åre (Sverige)                     | Sonja Nef (Schweiz)        | Martina Ertl (Tyskland)                                | Anja Pärson (Sverige)       |

#### Alpin kombination
| Datum               | Ort                                   | Etta                       | Tvåa                  | Trea                       |
| ------------------- | ------------------------------------- | -------------------------- | --------------------- | -------------------------- |
| 12, 14 januari 2001 | Haus im Ennstal / Flachau (Österrike) | Janica Kostelić (Kroatien) | Caroline Lalive (USA) | Renate Götschl (Österrike) |

## Slutplacering damer
| Placering | Namn                 | Land      | Poäng |
| --------- | -------------------- | --------- | ----- |
| 1         | Janica Kostelić      | Kroatien  | 1256  |
| 2         | Renate Götschl       | Österrike | 1189  |
| 3         | Régine Cavagnoud     | Frankrike | 1105  |
| 4         | Sonja Nef            | Schweiz   | 1060  |
| 5         | Michaela Dorfmeister | Österrike | 923   |
| 6         | Isolde Kostner       | Italien   | 895   |
| 7         | Martina Ertl-Renz    | Tyskland  | 776   |
| 8         | Corinne Rey-Bellet   | Schweiz   | 744   |
| 9         | Carole Montillet     | Frankrike | 702   |
| 10        | Brigitte Obermoser   | Österrike | 669   |

## Slutplacering herrar
| Placering | Namn                 | Land      | Poäng |
| --------- | -------------------- | --------- | ----- |
| 1         | Hermann Maier        | Österrike | 1618  |
| 2         | Stephan Eberharter   | Österrike | 875   |
| 3         | Lasse Kjus           | Norge     | 866   |
| 4         | Benjamin Raich       | Österrike | 865   |
| 5         | Michael von Grünigen | Schweiz   | 743   |
| 6         | Heinz Schilchegger   | Österrike | 730   |
| 7         | Kjetil André Aamodt  | Norge     | 668   |
| 8         | Josef Strobl         | Österrike | 527   |
| 9         | Fredrik Nyberg       | Sverige   | 475   |
| 10        | Didier Cuche         | Schweiz   | 473   |